# خوان پلنیس
خوان پلنیس (انگلیسی: Juan Planelles؛ زادهٔ ۲۶ ژانویهٔ ۱۹۵۱) بازیکن فوتبال اهل اسپانیا است.
از باشگاه‌هایی که در آن بازی کرده‌است می‌توان به باشگاه فوتبال رئال ساراگوسا، باشگاه فوتبال رئال مادرید، و باشگاه فوتبال والنسیا اشاره کرد.
وی همچنین در تیم‌های ملی فوتبال زیر ۱۸ سال اسپانیا، Spain national amateur football team، و اسپانیا بازی کرده‌است.